# Grote Geul
De Grote Geul (ook: Grote Geulkreek of Vercruyssens Kreek) is een kreek in de Oost-Vlaamse gemeente Assenede in het Meetjesland (Meetjeslands krekengebied).

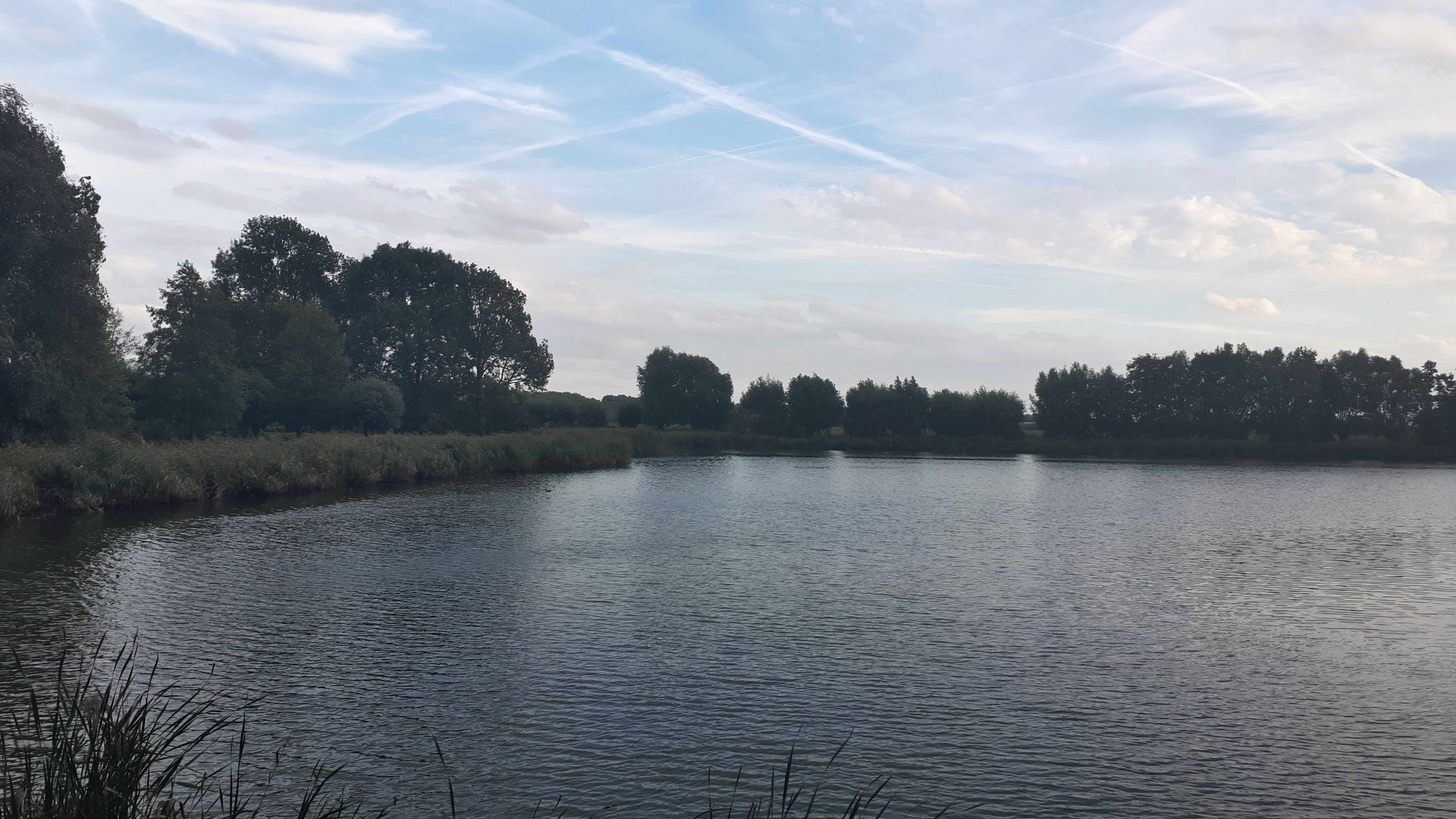
Grote Geul

De kreek was oorspronkelijk een zijarm van de Vliet, gevormd tijdens de 15e en 16e eeuw. Hij werd daarvan gescheiden bij de bedijking van de Nicasiuspolder (1519-1520). De kreek maakt sindsdien deel uit van deze polder.
In de kreek komt zowel zoete als zilte kwel voor. Het is tegenwoordig een natuurreservaat met knotwilgen, rietlanden, elzenbroek en dergelijke. De zuidelijke uitloper kent een moerasbos. Het geheel is een toevluchtsoord voor watervogels.
Na de Tweede Wereldoorlog werden er een aantal eilandjes aangelegd en zijgrachten gegraven, waarin fuiken werden uitgezet ten behoeve van de palingvangst. Tegenwoordig wordt er wel gehengeld. Een deel van het gebied wordt als natuurreservaat beheerd door Natuurpunt.
Het gebied is Europees beschermd als onderdeel van Natura 2000-gebied 'Polders' (BE2500002).